# Prioria
Prioria es un género de fanerógamas perteneciente a la familia Fabaceae. Es nativa de las regiones tropicales de Centroamérica,  América del Sur, África, sureste de Asia y Oceanía.

## Especies
A continuación se brinda un listado de las especies del género Prioria aceptadas:

### Especies africanas
- Prioria balsamifera (Vermoesen) Breteler
- Prioria buchholzii (Harms) Breteler
- Prioria gilbertii (J. Léonard) Breteler
- Prioria joveri (Normand ex Aubrév.) Breteler
- Prioria mannii (Baill.) Breteler
- Prioria msoo (Harms) Breteler
- Prioria oxyphylla (Harms) Breteler

### Especies americanas
- Prioria copaifera Griseb.

### Especies asiáticas y del Pacífico
- Prioria alternifolia (Elm.) Breteler
- Prioria micrantha (Burtt) Breteler
- Prioria novoguineensis (Verde.) Breteler
- Prioria pinnata (Roxb. ex DC.) Breteler
- Prioria platycarpa (Burtt) Breteler
- Prioria tenuicarpa (Verde.) Breteler